# جوب غرانت
جوب غرانت (بالإنجليزية: Job Grant)‏ هو فلاح وسياسي أمريكي، ولد في 4 أكتوبر 1832، وتوفي في 1910. حزبياً، نشط في الحزب الديمقراطي. وقد انتخب عضو جمعية ولاية ويسكونسن.